# Palmitas (Medellín)
San Sebastián de Palmitas o simplemente Palmitas como es más conocido, es uno de los 5 corregimientos (divisiones de la zona rural) del municipio de Medellín. Está ubicado al noroccidente de la ciudad. Limita al norte con el Municipio de San Jerónimo, por el oriente con el Municipio de Bello y el Corregimiento de San Cristóbal, por el sur con el Corregimiento del San Antonio de Prado y el Municipio de Heliconia y por el occidente con el Municipio de Ebéjico.

## Historia
En el año de 1745 unos pobladores nativo-indígenas llegaron al lugar en el que hoy se encuentra el corregimiento.
La carretera al Mar es anunciada en 1920 y pasaría a unos 500 m arriba por un lugar donde se hallaban unas palmas naturales de cera, lo que daría el nombre al nuevo poblado llamado Palmitas.
El casco urbano de Palmitas fue trasladado al sitio que hoy ocupa en 1930, año en que se inició la construcción de la carretera al mar otorgándole un gran auge que hoy ya no posee. En 1945 se construyó la Iglesia, más tarde se construyó el cementerio y una posada para los viajeros que iban de Medellín a Santa Fe de Antioquia y viceversa. También se construyó la plaza de mercado y un granero frente a la Iglesia. 
Su historia reciente estaba asociada a la antigua carretera al mar, situación que se está modificando nuevamente con la aparición de la nueva carretera y del Túnel de Occidente, cuyo portal occidental está localizado en el Corregimiento y está provocando un nuevo ordenamiento de los asentamientos humanos de la localidad.

## Geografía
El Corregimiento de Palmitas tiene un área de 57,54 km² (5.754 ha) que equivalen al 15.29% del total de la ciudad. Palmitas se caracteriza por tener una topografía bastante quebrada; su cabecera se encuentra asentada en una ladera de alta pendiente, sobre sus costados se desarrollan viviendas y otro tipo de actividades.
Las pendientes oscilan en valores de 45 y 60%; una de las máximas alturas corresponde al Cerro del Padre Amaya con 3.100 m s. n. m., (el cual comparte con los corregimientos de San Cristóbal y San Antonio de Prado), la cual es importante porque se constituye como una estrella hidrográfica. Otras alturas importantes se encuentran en la Cuchilla de las Baldías con alturas entre 3.000 y 3.200 metros y el Alto de Urquitá con 3.150 m s. n. m. Desde esta Cuchilla descienden quebradas importantes como La Miserenga, La Volcana y La Legía. Otras alturas de menos tamaño son: La Peña de Don Félix (2800 m s. n. m.), el Chuscal (2400 m s. n. m.), el Alto de la Frisola (2300 m s. n. m.) y Morro de La Potrera (1800 m s. n. m.).
Las principales cuencas hidrográficas del corregimiento son las quebradas La Sucia, La Frisola, La Potrera, La Miserenga, que cruzan el territorio en dirección sur-noroccidente y cuentan con numerosos afluentes que le llegan de las montañas. Todas estas fuentes hídricas desembocan en el río Quebradaseca, siendo Palmitas la única zona del municipio por fuera de la cuenca del Río Medellín.
El territorio Palmitas se encuentra localizado entre los 1.400 y 3.100 m s. n. m. que corresponde a un clima frío, con una temperatura promedio que oscila entre los 10 y 17 grados centígrados, la precipitación promedio es de 2400 mm por año.

## División Territorial

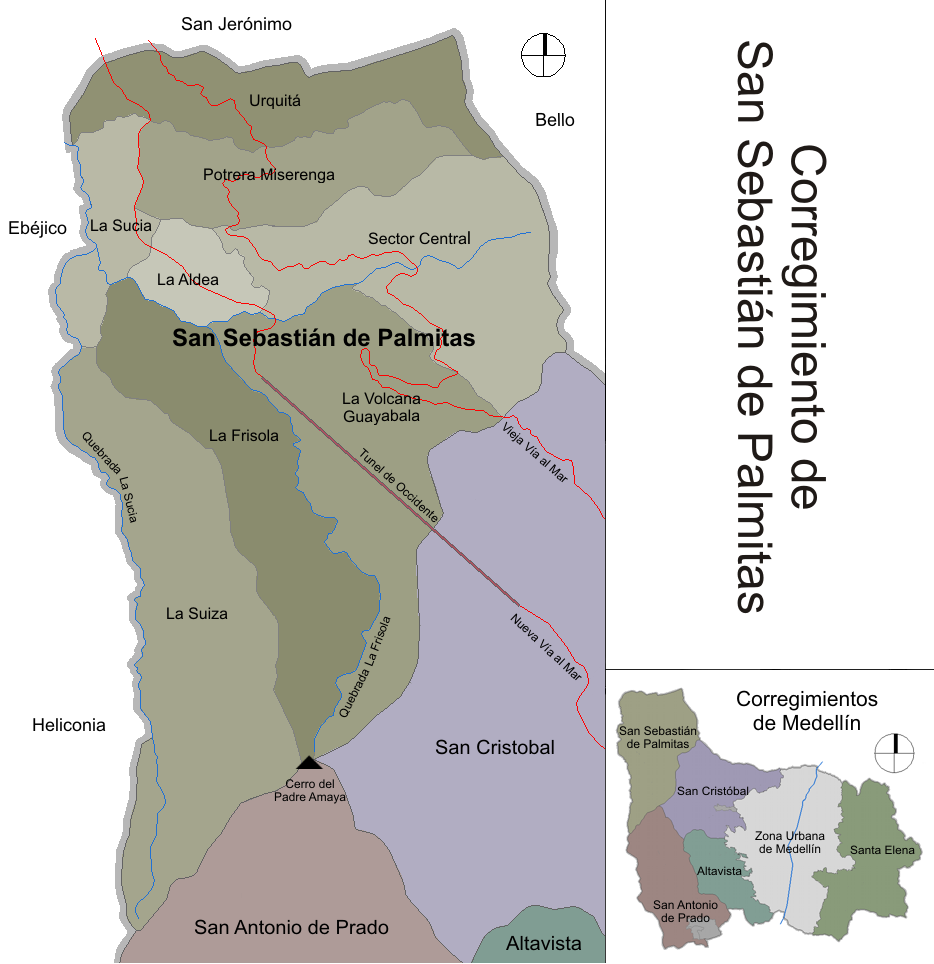

El Corregimiento se compone de 2 centros poblados y 8 veredas.
| San Sebastián de Palmitas | Centros poblados                | Veredas                                                                                                  |
| ------------------------- | ------------------------------- | --- |
| San Sebastián de Palmitas | - La Urquitá - Palmitas Central | La Sucia, La Aldea, La Suiza, Urquitá, Potrero - Miseranga, Palmitas, La Valcana - Guayabal, La Frisola. |

## Demografía
De acuerdo con las cifras presentadas por el Anuario Estadístico de Medellín de 2005, San Sebastián de Palmitas cuenta con una población cercana a los 7,663 habitantes, de los cuales 3.724 son masculinos y 3.939 son femeninos. Es el corregimiento más despoblado de Medellín con una densidad de 133 hab./km². 
Según las cifras presentadas por la Encuesta Calidad de Vida 2005 el estrato socioeconómico que predomina en Palmitas es el 2 (bajo), el cual comprende el 65.3 % de las viviendas; seguido por el estrato 1 (bajo-bajo), que corresponde al 25.7 %; y por último le sigue el estrato 3 (medio-bajo) con el 9 %.

## Economía
La principal actividad económica se centra en la agricultura; los principales cultivos son el café, el plátano, la cebolla junca, caña de azúcar y el pasto del corte. En las carreteras al mar, en especial la nueva carretera del "Túnel de Occidente" se encuentra una destacable presencia de comercio que presta los servicios a los viajeros. 

## Transporte
Para el Corregimiento de Palmitas existe un sistema de transporte público colectivo directo, también se hace el desplazamiento a través del transporte público intermunicipal que va y viene de los municipio del Noroccidente Antioqueño.
En cuanto a la comunicación interna, o sea de la cabecera con sus veredas, existen algunas vías que son carreteables, pero en su gran mayoría la comunicación se efectúa a través de caminos de herradura. 
Cuenta con un teleférico que permite a los habitantes movilizarse de manera muy ágil, teniendo presente que este es un municipio ubicado entre montañas de la cordillera.]

## Festividades y eventos

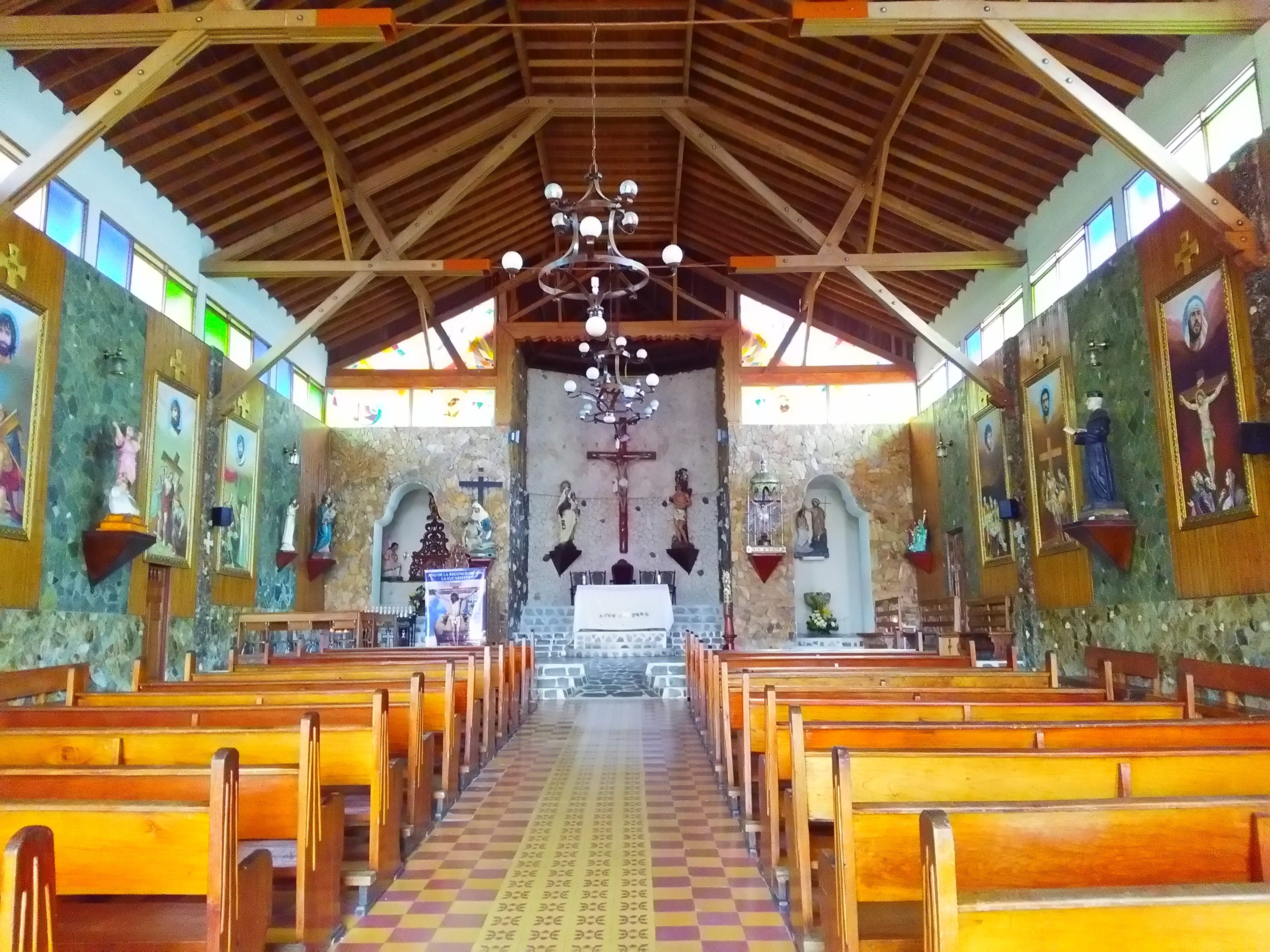
Vista interior de la iglesia.

- Noche Melada y Velada: el sábado más cercano a la luna llena se organiza este evento para fomentar el arte entre los pobladores del corregimiento y disfrutar de una noche de cuentería, poesía y música, también se realiza un conversatorio y concurso de narración espontánea, acompañados de una rica merienda.
- Fiestas de San Sebastián: las fiestas de San Sebastián se celebran en honor al patrono del corregimiento, se realizan el 20 de enero y son organizadas por los habitantes del mismo corregimiento.